# أرت ديفيس
أرت ديفيس (بالإنجليزية: Art Davis)‏ هو عازف جاز وملحن أمريكي، ولد في 5 ديسمبر 1934 في هاريسبرج في الولايات المتحدة، وتوفي في 29 يوليو 2007 في لونغ بيتش في الولايات المتحدة بسبب نوبة قلبية.

## وصلات خارجية
- أرت ديفيس على موقع ميوزك برينز (الإنجليزية)
- أرت ديفيس على موقع أول ميوزيك (الإنجليزية)
- أرت ديفيس على موقع ديسكوغز (الإنجليزية)